# Романово-Булгакове
Романово-Булга́кове —  село в Україні, у Горохівській сільській громаді Баштанського району Миколаївської області. Населення становить 376 осіб.

## Географія
Знаходиться на правому березі річки Інгулень, за 1,5 км  від траси Снігурівка — Херсон і за 5,0 км від залізничної станції Галаганівка.

## Історія
Село засноване у 1860-их роках переселенцями з Орловської губернії. Потім тут поселялися селяни з Білорусії, а по закінченню Другої світової війни у Романово-Булгакове переселяли людей із Західної України.
Прізвища родин-засновників збереглиля в селі до нині: Воробйови, Гаврилови, Ісаєві, Панкратьєви, Соловйови, Швецзуби.
Селяни займалися землеробством (зокрема зрошувальним), тваринництвом, рибальством. У селі була велика молочнотоварна ферма, магазин, пошта, початкова школа, фельдшерський пункт. Нині село занепадає: ферма зруйнована, школа, фельдшерський пункт і пошта закриті. Свої потреби мешканці Романово-Булгакова задовольняють у сусідніх крупніших населених пунктах.

## Населення

### Мова
Розподіл населення за рідною мовою за даними перепису 2001 року:
| Мова            | Кількість | Відсоток |
| --------------- | --------- | -------- |
| українська      | 361       | 96.01%   |
| російська       | 13        | 3.45%    |
| румунська       | 1         | 0.27%    |
| інші/не вказали | 1         | 0.27%    |
| Усього          | 376       | 100%     |